# Xysticus ferus
Xysticus ferus är en spindelart som beskrevs av O. Pickard-Cambridge 1876. Xysticus ferus ingår i släktet Xysticus och familjen krabbspindlar. Inga underarter finns listade i Catalogue of Life.